# Sabine Van Huffel
Sabine Van Huffel  (* 26. September 1958 in Menen, Belgien) ist eine belgische Mathematikerin, Informatikerin und Hochschullehrerin. Sie ist emeritierte Professorin an der KU Leuven und Expertin für biomedizinische Datenverarbeitung und Entwicklung von Software zur Unterstützung klinischer Entscheidungen.

## Leben und Werk
Van Huffel studierte an der KU Leuven, wo sie im Juli 1981 ihren Master of Science in Computertechnik, im September 1981 ihre staatliche Anerkennung als Lehrerin für die höhere Sekundarstufe und 1985 ihren Master in Biomedizintechnik erhielt. Im Juni 1987 promovierte sie Summa cum laude bei Joos Vandewalle in Elektrotechnik mit der Dissertation Analysis of the Total Least Squares Problem and its use in parameter estimation.
Von 1987 bis 1991 forschte sie als Postdoktorandin und anschließend bis 1999 als wissenschaftliche Mitarbeiterin und dann bis 2000 als Forschungsdirektorin bei der Research Foundation Belgium (FWO). An der KU Leuven war sie von 1995 bis 1998 zudem als außerordentliche Professorin an der Fakultät für Elektrotechnik (ESAT) tätig. Dort forschte sie dann bis 2002 als Professorin und danach bis 2020 als ordentliche Professorin. Sie leitete die Forschungsgruppe für biomedizinische Datenverarbeitung mit fast 30 Forschern.
Von 2016 bis 2020 war sie Programmdirektorin des Master of Science in Biomedizintechnik an der KU Leuven. Seit Oktober 2020 ist sie emeritiert mit Amtspflichten.
Sie war 2000 Gastprofessorin an der Stanford University in den USA und 2004 an der Universität Uppsala in Schweden sowie 1992 Gastdozentin und 1993 Gastwissenschaftlerin an der University of Minnesota in Minneapolis.

## Forschung
Van Huffel forscht in den Bereichen (multi)lineare Algebra, (nicht)lineare Signalanalyse, maschinelles Lernen und künstliche Intelligenz, wobei der Schwerpunkt auf der Entwicklung numerisch zuverlässiger und robuster Algorithmen zur Unterstützung medizinischer Entscheidungen und intelligenter Patientenüberwachung liegt. Schwerpunkte ihrer Forschung sind die Total Least Squares (TLS)-Anpassung, Numerische Tensoralgorithmen für die biomedizinische multimodale und mehrkanalige Datenverarbeitung sowie die Entwicklung einer Reihe leistungsstarker Algorithmen für die Entscheidungsfindung.
Die Total Least Squares (TLS)-Anpassung kombiniert effektiv statistische und numerische Methoden zur Behandlung von Fehlern bei linearen Parameterschätzungsproblemen. Ihre Beiträge umfassen numerische Probleme, Rechenleistung und Anwendungen hauptsächlich in der Biomedizin.
Sie ist Autorin von mehr als 400 von Experten begutachteten internationalen Zeitschriftenartikeln und mehr als 400 Konferenzbeiträgen. Am  25. Juli 2024 betrug ihr h-Index 98.
Sie ist Mitglied der Königlich Flämischen Akademie der Wissenschaften und Künste Belgiens und Fellow von IEEE, SIAM und der European Alliance of Medical and Biological Engineering (EAMBES).

## Auszeichnungen (Auswahl)
- 2013: Ehrendoktorwürde, Technische Universität Eindhoven[3]
- 2017: Fellow der Königlich Flämischen Akademie Belgiens für Wissenschaften und Künste[4]
- 2021: Nationaler Jahrespreis 2020 der kubanischen Akademie der Wissenschaften[5]

## Veröffentlichungen (Auswahl)
- The Total Least Squares Problem: Computational Aspects and Analysis (Frontiers in Applied Mathematics, Band 9). SIAM – Society for Industrial and Applied Mathematics, 1992, ISBN 978-0-89871-275-9.
- mit  Joaquim Gabriel, Jan Schier, Emmanuel Conchon, Carlos Correia, Ana Fred, Hugo Gamboa: Biomedical Engineering Systems and Technologies. Springer Berlin Heidelberg, 2013, ISBN 978-3-642-38255-0.